# Torrenthorn
Torrenthorn – szczyt w Alpach Berneńskich, części Alp Zachodnich. Leży w Szwajcarii w kantonie Valais. Należy do głównego łańcucha Alp Berneńskich. Można go zdobyć z miejscowości Leukerbad.